# マルティラーノ・ロンバルド
マルティラーノ・ロンバルド（イタリア語: Martirano Lombardo）は、イタリア共和国カラブリア州カタンザーロ県にある、人口約1,100人の基礎自治体（コムーネ）。

## 地理

### 位置・広がり

#### 隣接コムーネ
隣接するコムーネは以下の通り。括弧内のCSはコゼンツァ県所属を示す。
- アイエッロ・カーラブロ (CS)
- クレート (CS)
- コンフレンティ
- ラメーツィア・テルメ
- マルティラーノ
- ノチェーラ・テリネーゼ
- サン・マンゴ・ダクイーノ
- ファレルナ

## 行政

### 分離集落
マルティラーノ・ロンバルドには、以下の分離集落（フラツィオーネ）がある。
- Pietrebianche, San Nicola, Santa Croce Beratta, Passeri